# Orestida
Orestida je drevna oblast u Gornjoj Makedoniji. Prostirala se u gornjem porječju rijeke Bistrice i uz Kostursko i Prespansko jezero. Graničila je na sjeveru s Linkestidom, Elimejom na jugu, Paravajom na zapadu i Eordejom na istoku. Najstariji i glavni grad bio je Arg Orestidski, blizu današnjeg Hrupišta, odakle je potjecala makedonska dinastija Argeada.
Po oblasti je imenovana općina Orestida u Kosturskom okrugu, suglasno grčkoj politici prisvajanja drevne povijesti Makedonije.
U Hrupištu nedaleko od Bitole rođen je Patrona Halil, Albanac, vođa ustanka kojim je okončana Era tulipana u Osmanskom Carstvu.